# Gabriele Possanner

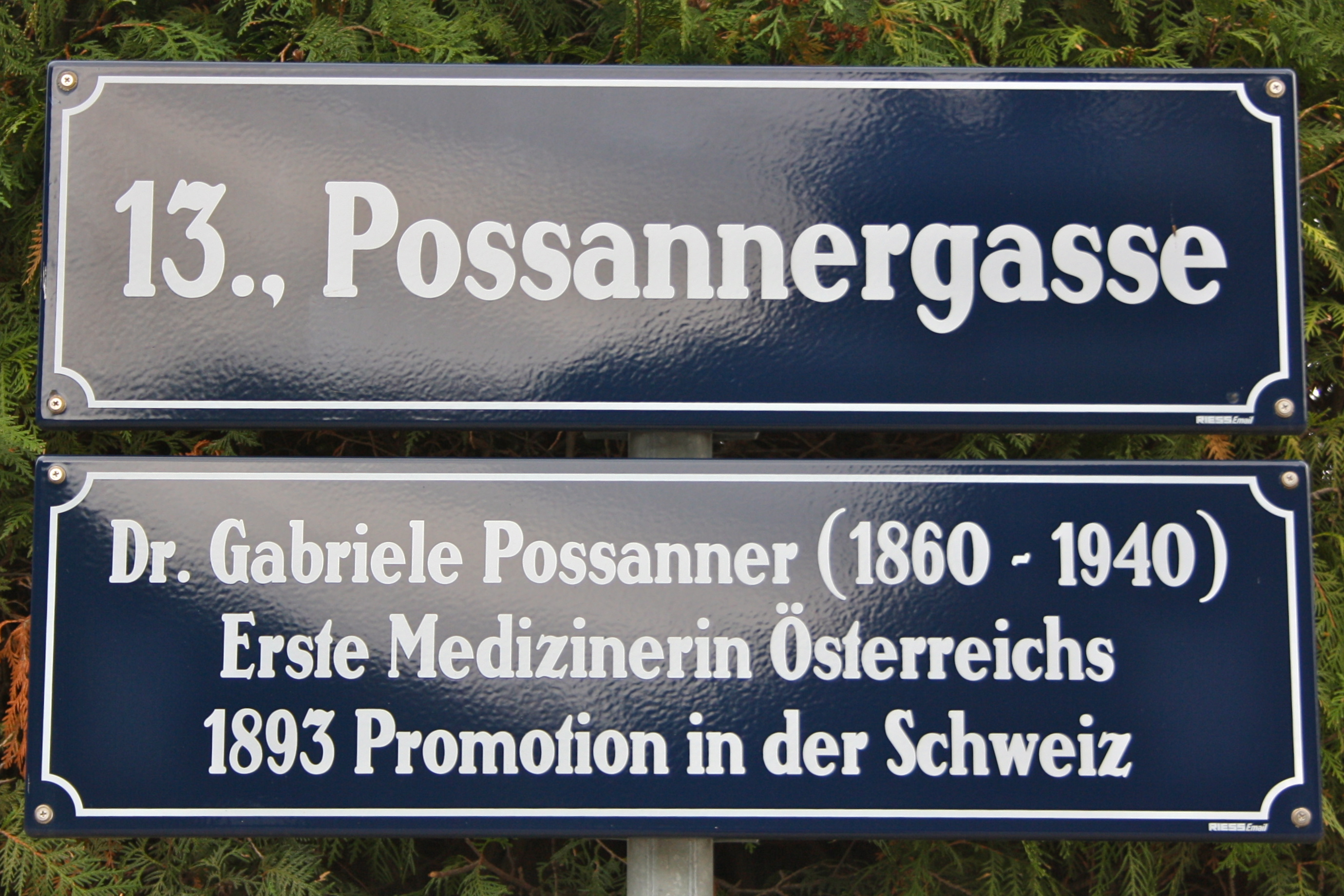
Semnul rutier al Possannergasse

Gabriele Possanner (n. 27 ianuarie 1860, Buda, Imperiul Austriac – d. 14 martie 1940, Viena, Germania Nazistă) a fost prima femeie medic care a practicat medicina în Austria. Ea a fost fiica juristului austriac Benjamin Possanner, și a trăit în șase orașe diferite până la vârsta de douăzeci de ani, datorită deselor mutări necesare pentru activitatea tatălui său. În octombrie 1880, tatăl ei a fost numit în funcția de șef de secție la Trezoreria Imperială de la Viena, și familia, inclusiv Gabriele, a avut posibilitatea să se stabilească la Viena.
Ca medic, Gabriele a lucrat inițial ca un cadru medical public în Bosnia-Herțegovina, unde femeile musulmane refuzau să fie consultate de către medicii de sex masculin. Ea a obținut o diplomă în medicină de la Universitatea din Zurich în 1894, dar nu a fost în măsură decât în 1897 să ia examenul viva voce a doua oară, de această dată în fața examinatorilor vienezi, calificându-se astfel pentru a putea practica ca doctor în Austria. Ea a devenit astfel, în 1897, prima femeie care a absolvit Universitatea din Viena cu un grad medical. După aceea, ea a fost singura femeie medic de la un spital austro-ungar, până în 1903.

## Moștenire
În 1960, aleea Possannergasse în Hietzing a fost numită după Gabriele. În 2004, un parc din cel de-al nouălea district vienez a fost numit după ea: Gabriele-Possanner-Park. Există, de asemenea, Institutul de Cercetări Interdisciplinare Gabriele Possanner în districtul vienez 21.
Premiului de Stat Gabriele Possanner (în germană: Gabriele-Possanner-Staatspreis) este un premiu de stat pentru cercetarea feministă în Austria, numit după Gabriele. A fost înființat în 1997 și este acordat la fiecare doi ani de Ministerul Federal al Științei și Cercetării.